# Behaarde zandspinnendoder
De behaarde zandspinnendoder (Arachnospila fuscomarginata) is een vliesvleugelig insect uit de familie van de spinnendoders (Pompilidae). De wetenschappelijke naam van de soort werd in 1870 als Pompilus fuscomarginatus voor het eerst gepubliceerd door Carl Gustaf Thomson.